# هوستون (میزوری)
هوستون (به انگلیسی: Houston) یک شهر در ایالات متحده آمریکا است که در شهرستان تگزاس، میزوری واقع شده‌است. هوستون ۹٫۴۳ کیلومتر مربع مساحت و ۲٬۰۸۱ نفر جمعیت دارد و ۳۵۵ متر بالاتر از سطح دریا قرار دارد.